# Eopsaltria griseogularis
Az Eopsaltria  griseogularis  a madarak osztályának verébalakúak (Passeriformes) rendjébe és a cinegelégykapó-félék (Petroicidae) családjába tartozó faj.

## Rendszerezése
A fajt John Gould angol ornitológus írta le 1838-ban.

## Alfajai
- Eopsaltria griseogularis griseogularis Gould, 1838
- Eopsaltria griseogularis rosinae (Mathews, 1912)[2]

## Előfordulása
Ausztrália délnyugati és déli részén honos. Természetes élőhelyei a mérsékelt égövi erdők, szubtrópusi és trópusi lombhullató erdők, szavannák és cserjések. Állandó, nem vonuló faj.

## Megjelenése
Testhossza 16 centiméter.
|  |

## Életmódja
Rovarokkal és más kisebb ízeltlábúakkal táplálkozik, de magvakat is fogyaszt.

## Természetvédelmi helyzete
Az elterjedési területe rendkívül nagy, egyedszáma viszont csökken, de még nem éri el a kritikus szintet. A Természetvédelmi Világszövetség Vörös listáján nem fenyegetett fajként szerepel.